# イオン南越谷店
イオン南越谷店（イオンみなみこしがやてん）は、埼玉県越谷市南越谷一丁目に立地するイオンリテール株式会社が運営する大型商業施設（ショッピングセンター）である。

## 概要
複合型商業施設越谷サンシティの核テナントで、サンシティホールと称するコンサートホール、越谷市役所南部出張所、越谷市立図書館南部図書室を併設する。
ダイエー南越谷店として開店。2015年には翌2016年よりダイエー南越谷店を継承するイオンリテールが運営主体に対し2019年8月の契約満了をもって閉店する方針を示した。これに対し、越谷市は当店を含む越谷サンシティの再開発を計画することになり、イオンリテールに対して大幅な賃料引き下げを提案した結果イオンリテールは閉店の方針を撤回。2016年に屋号を「ダイエー」から「イオン」として営業を継続。
毎年8月に周辺で開催される南越谷阿波踊りでは、1階店舗入口付近に特設会場を設置し、組踊りや阿波踊り教室が行われる。ダイエー時代には5階にあった催事場でも組踊りが行われることがあった。

## 歴史
- 1979年（昭和54年）6月15日 - ダイエー南越谷店（越谷サンシティ）開業。
- 2009年（平成21年）3月 - JO FUTSALBASE 越谷が開店。屋上フロアが開放。
- 2012年（平成24年）11月18日 - この日をもって、4階 - 6階フロアを閉鎖。
- 2013年（平成25年）7月26日 - 越谷サンシティの専門店として、4階 - 5階フロアをリニューアルオープン。
- 2014年（平成26年）
  - 5月31日 - ダイエーからの申し入れにより、JO FUTSALBASE 越谷が閉店[1]。屋上フロアが閉鎖。
  - 9月1日 - 越谷市立図書館南部図書室が6階フロアに移転[2]。
- 2016年（平成28年）
  - 3月1日 - イオンリテールに同店の営業権承継[3]。ダイエー南越谷店で営業継続。
  - 3月3日 - ダイエー南越谷店での営業終了。
  - 3月6日 - イオン南越谷店として開業。
- 2020年（令和2年）8月 - イオン南越谷店を含む越谷サンシティの所有権を越谷市が取得[4]。

## フロア構成
2014年9月1日以降、以下のように構成されている。
詳細は公式サイト「サンシティ店舗・施設案内」を参照。
| 階  | イオン南越谷店                                       | サンシティ                        |
| --- | ---------------------------------------------------- | --------------------------------- |
| 6F  | なし                                                 | 越谷市立図書館南部図書室          |
| 5F  | なし                                                 | 越谷ミニゴルフ倶楽部 パットサル36 |
| 4F  | なし                                                 | 専門店                            |
| 3F  | （イオンリテール北関東カンパニー 南越谷事務所）      | なし                              |
| 2F  | レディスファッションとメンズファッションのフロア     | 専門店                            |
| 1F  | ヘルス＆ビューティーとくらしの品とキッズ用品のフロア | 専門店                            |
| B1F | 食品・日用消耗品・専門店のフロア                     | なし                              |

2012年11月18日以前は、すべてのフロアがダイエー南越谷店のテナントであった。直営売り場の地下1階は食料品など、1階は化粧品・医薬品など、2階は婦人服など、3階は紳士服など、4階は子供服・玩具など、5階は日用品などを扱っていた。6階は専門店フロアで、飲食店とゲームセンターがあった。2019年以前　3階はメンズファッションと暮らしの品のフロアだった。

### 専門店
イオン部分の詳細および一覧はイオン南越谷店公式サイト「専門店案内」を、サンシティ名店会加盟テナントの詳細および一覧は越谷サンシティ公式サイト「サンシティ名店会」をそれぞれ参照。

### かつて存在した専門店
- ジーユー（1階）
- メガネの愛眼（3階）
- 新星堂（3階）
- ヤマダデンキ（3階）
- 生地手芸 トーカイ（4階）
- らんらんらんど（6階）
- 日本旅行OMCトラベル

## 越谷サンシティ再開発計画
建物完成から40年経過した2019年に、越谷サンシティの再開発計画が持ち上がった。当初の計画では現在の建物は2023年度まで営業を続け、2024年度以降に全施設を解体後、新しい施設を2028年度までに建設する予定となっていた。
策定された整備基本計画では、現状存在するイベントホール・図書室・出張所などの公共施設を再設置する方針が示され、さらに市民ヒアリングやパブリックコメントでは地元のBリーグチーム・越谷アルファーズの本拠地になりうるアリーナの設置を求める声が寄せられた一方、イオンの後継となる商業施設については現時点で積極的に設置する動きはない。
この計画は資材高騰の影響により事業期間を1年遅らせた後、2023年に修正が加えられた。この修正では、越谷サンシティのうちサンシティホールのある棟の解体を撤回して大規模改修にとどめることとし、これにより総建設費を約320億円から約150億円に圧縮すること、現施設の利用を2026年度まで継続するというもので、越谷市は変更の理由として、「市内には今後10年以内に改修が必要な施設が多数あり、それらの改修に備えるためにの市の財政負担を極力抑制するため」としている。一方で越谷市議会では同年6月に諮問機関の設置と再開発計画の方針決定を議会の専決事項とすることを求める請願を可決した。